# Лоуренс Даррелл
Ло́уренс Джордж Да́ррелл (англ. Lawrence George Durrell; 27 лютого 1912, Джаландхар, Пенджаб, Британська Індія — 7 листопада 1990, Сомм'єр, Франція) — британський прозаїк і поет, відомий своїми реалістичними та фантастичними творами, старший брат письменника-натураліста Джеральда Даррелла.

## Походження та дитячі і юнацькі роки
Лоуренс Джордж Даррелл народився 27 лютого 1912 року на півночі Індії в невеликому містечку під назвою Джаландхар (штат Пенджаб), розташованому недалеко від Тибету. Його батьки, ірландка-мати Луїза Флоренс Діксі і англієць-батько Лоуренс Самюель Даррелл (інженер за фахом) також були уродженцями Індії. Таке змішання різних національностей суттєво вплинуло на становлення письменника, а пізніше і на його творчість. Мав двох молодших братів і сестру. Сам Даррелл вважав, що володіє «тибетським менталітетом». Навчання розпочав у школі Святого Йосипа у Дарджилінгу.
Коли Лоуренсу виповнилося 11 років, його відправили до Англії, щоб він зміг отримати повноцінну освіту. Спочатку він навчався у гімназії Святого Олафа в Орпінгтоні (тепер район Лондона) і, згодом, у школі Едмунда у Кентербері. Історична батьківщина справила на підлітка гнітюче і похмуре враження. Стиль життя місцевих жителів він охрестив «англійською смертю». Залишаючись абсолютно чужим до англійського стилю життя, Даррелл не став пристосовуватися до нових умов, усіма силами чинячи спротив зарегламентованості шкільного життя. Підсумком цього опору стало те, що йому не вдалося скласти вступні іспити до університету.
Однак, це не засмутило Даррелла, так як уже до цього моменту він ухвалив рішення, що стало доленосним — він вирішив зробити кар'єру письменника. На перших порах у нього виникли проблеми з визначенням власного стилю як у прозі, так і в поезії, але поступово письменник вирішив для себе і цю проблему.
Батько Лоуренса помер від інсульту в 1928 році у віці 43 років. Його мати вирішила перевезти сім'ю до Англії, а в 1932 році вона, Лоренс і його молодші брати і сестри оселилися в Борнмуті. Там він і його брат Джеральд подружилися з відомим бібліофілом Аланом Г. Томасом, який мав книжковий магазин і цікавився антикваріатом.

## Початок літературної творчості

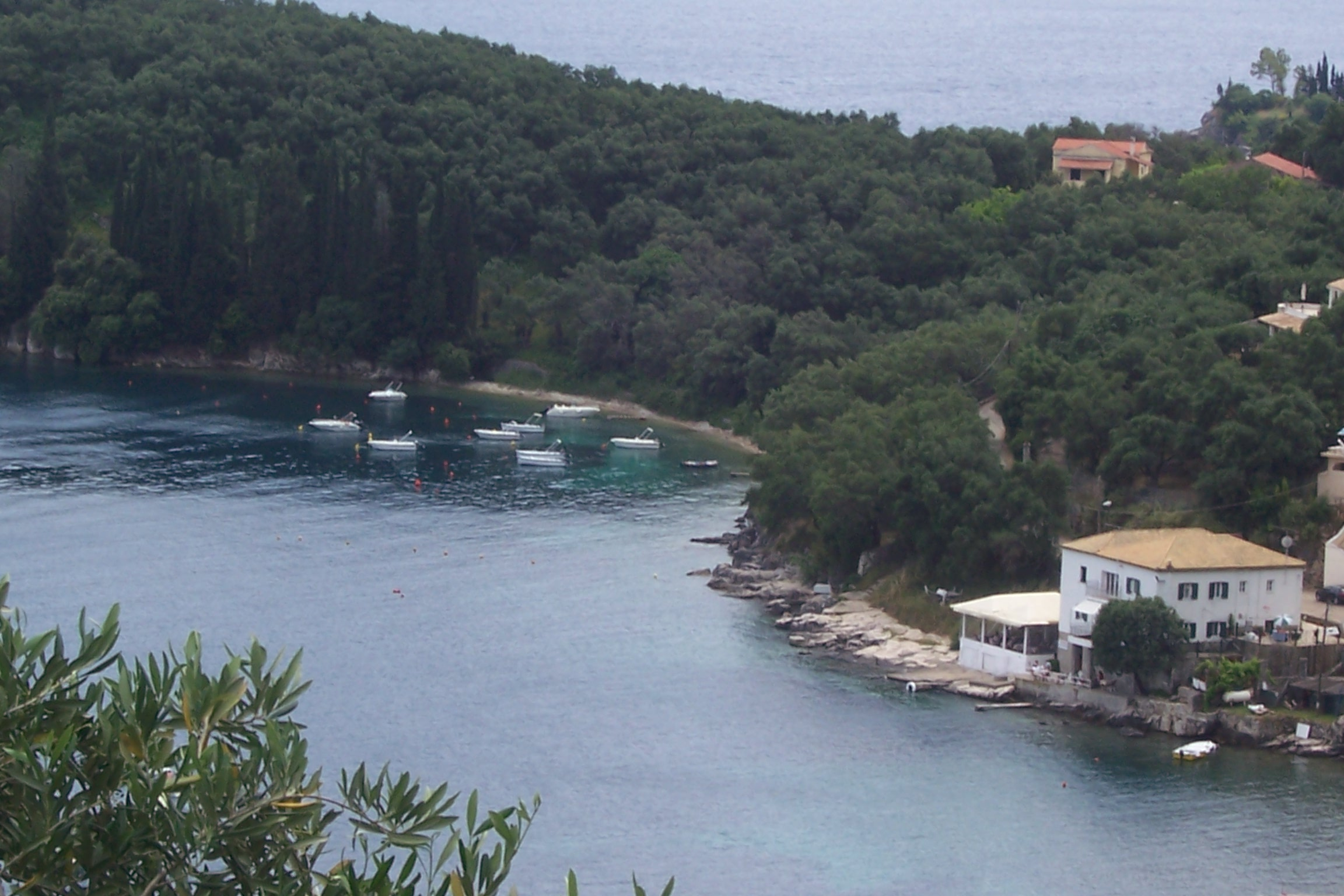
Будинок Даррелла на східному узбережжі Корфу

Перша літературна публікація Даррелла побачила світ у 1931 році, коли йому виповнилося 19 років, це була збірка віршів «Химерні фрагменти» (англ. Quaint Fragments). У 1933 році під псевдонімом Геффер Післейк виходить «Бром Бомбаст» (англ. Bromo Bombastes), літературна пародія на Бернарда Шоу. У 1935 році, отримавши від грецького видавництва солідний гонорар, Лоуренс Даррелл разом з родиною переїздить на грецький острів Корфу. Даррелл бере собі інший псевдонім — Чарльз Норден. Під цим ім'ям того ж року видавництво «Кессел» публікує його перший роман під назвою «Щуролов закоханих» (Pied Piper of Lovers, 1935). Через рік виходить роман «Panic Spring» (назва містить гру слів, які неоднозначно перекладаються українською: це і «панічна весна», і «пружина катапульти»). Паралельно з «Panic Spring» Даррелл пише «Чорну книгу» — перший свій «серйозний» роман, який було опубліковано у 1938 в «Серії Вілли Сера». Твір було написано під враженням від прочитаного твору «Торопік Рака» Генрі Міллера, з яким Даррелл дружив протягом усього життя аж до смерті Міллера у 1980 році).

## Події періоду Другої світової війни
У 1939 році Даррелл починає працювати учителем англійської мови в одній з грецьких шкіл під патронатом Британської ради. У 1941 році, просто перед захопленням Корфу німцями, сім'я Дарреллів розділяється: матір із синами Леслі і Джеральдом повертається до Англії, дочка Марго спочатку збирається переховуватись на Корфу, потім її вивозить один з британських пілотів, що став згодом її першим чоловіком. Лоренс зі своєю дружиною-художницею Ненсі Маєрс (1912—1983) виїжджають — спочатку на Крит, звідти — до Каїра. У цей же період Даррелл розриває стосунки з дружиною і перебирається у 1942 році до Александрії. Тут він працює у британському консульстві як прес-аташе і тут же він знайомиться з Євою Коен, яка стане згодом прообразом головної героїні роману «Жюстін», першої частини тетралогії Александрійський квартет (англ. The Alexandria Quartet).
Даррелл оженився на Єві у 1947 році. У 1951 в них народилась дочка Сапфо-Джейн (наклала на себе руки у 1985 році).

## Подальша доля

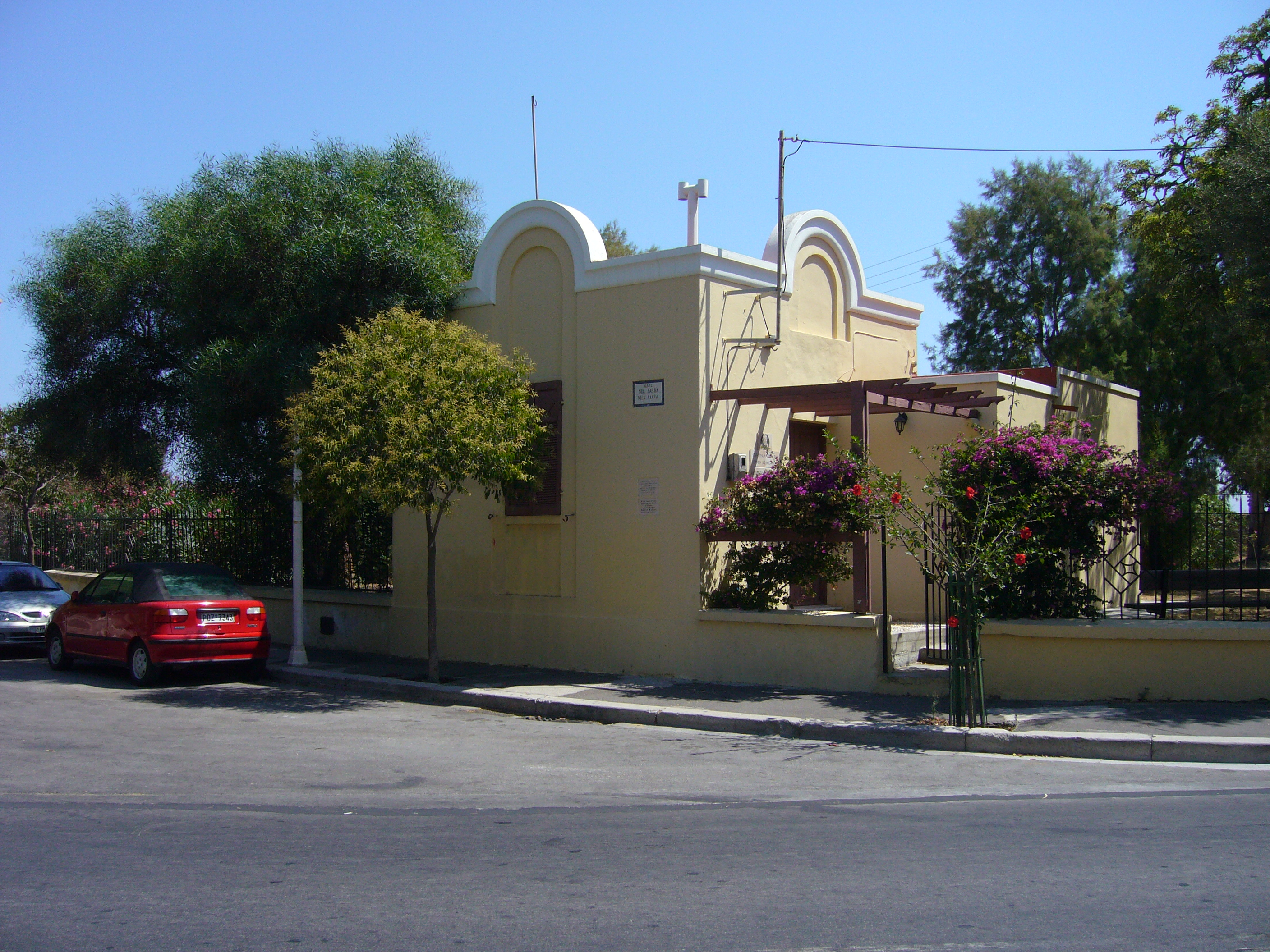
Будинок Лоуренса Даррелла на Родосі, де він мешкав з 20 травня 1945 по 10 квітня 1947

У 1945 році Лоуренс Даррелл звільняється з «єгипетської в'язниці», щоб знову повернутись до Греції. Він проводить два роки на Родосі, де працює на посаді директора у зв'язках з громадськістю Додеканезьких островів. У 1947 році письменник їде до Кордови (Аргентина), щоб обійняти посаду директора Британської ради. Згодом він перебрався до Белграда (Югославія), де з 1949 до 1952 року працював прес-аташе британського посольства.
У 1952 році Даррелл переїжджає на Кіпр, щоб цілковито присвятити себе літературі. У цей період він заробляє на життя викладанням англійської. Але через рік розпочинається війна між греками-кіпріотами, що жадали возз'єднання з континентальною Грецією, турками-кіпріотами, які боролися за незалежність, і англійцями, що прагнули контролювати острів. Даррелл у цей час облишив викладання і працював офіцером по зв'язках з громадськістю в Нікосії. Книга «Гіркі лимони» (англ. Bitter Lemons, 1957) — віддзеркалює даррелівське бачення подій тих трагічних років.
У 1955 році Даррелл розлучається з Євою. На Кіпрі Даррелл почав писати першу книгу з «Александрійського квартету» — «Жюстін», циклу на межі літературного реалізму та фантастики, який являє собою тетралогію про фантастичне місто, населене екзотичними персонажами, що принесла автору справжній успіх та вплинула на багатьох інших представників «Нової Хвилі» в англомовній НФ 1960-70-х років. Остаточно усі чотири романи були завершені вже у Франції, куди письменник перебирається 1956-го. Тетралогію було опубліковано у 1957—1961 роках і вона мала шалений успіх як у критиків, так і у читачів. У наступні 35 років Даррелл пише ще два великі прозові цикли: «Повстання Афродіти» (англ. The Revolt of Aphrodite), куди увійшли два науково-фантастичні романи романи «Tunc» (1968) і «Nunquam» (1970), та «Авіньйонський квінтет» (англ. The Avignon Quintet, 1974—1985). Жодна з цих книг не мала такого успіху, як «Александрійський квартет». Лоренс Даррелл також продовжує також займатись поезією. Збірка його найкращих віршів «Collected Poems» виходить друком у 1980 році.
Даррелл одружується ще двічі. Його третя дружина, Клод-Марі Вінсендон, з якою він одружився у 1961, помирає від раку у 1967 році. У 1973 році він бере шлюб з Жіслен де Буассон. Шлюб тривав до 1979 року.
7 листопада 1990 року Лоуренс Даррелл помер у своєму будинку у французькому місті Сомм'єр (департамент Гар).

## Цікаві факти з біографії
Незважаючи на свою неймовірну популярність в Європі, в Україні письменник більше відомий як брат Джеральда Даррелла, письменника-натураліста.
Лоуренс Даррелл також був сценаристом декількох кінокартин: «Actis» (ТВ) (1964), «Юдіф» (1966), «Stiff Upper Lip» (ТВ) (1968), «Жюстін» (1969). Він знімався у кінострічках «Сер Генрі з Равілсон Енд» (1980) та «Stille Tage in Sommières» (1987). А у фільмах «Світ у війні» (серіал) (1974) та «Henry Miller, poète maudit» (ТВ) (1974) зіграв самого себе.